# Эолийский лад
Эолийский лад — натуральный диатонический музыкальный лад, в современной музыке соответствующий натуральному минору. Название происходит от одного из главных племён Древней Греции — эолийцев.
В своей основе этот лад диатоничен; простейшим его примером может служить последовательность белых клавиш на фортепиано от ля до ля. Эолийский лад, наряду с дорийским и фригийским, относится к группе натуральных ладов минорного наклонения.

## Древнегреческая музыка

### Строение эолийского лада
В древнегреческой системе современный эолийский лад именовался по-другому — гиподорийским или гиперфригийским (что одно и то же), отражая таким образом схему его образования. Октава разделялась на два одинаковых тетрахорда, к которым прибавлялся соединительный тон. В древнегреческой системе было три основных лада, где соединительный тон ставился между тетрахордами, но кроме них существовали и другие лады: в них этот тон стоял либо до двух тетрахордов (лад получал приставку «гипо-»), либо после (такой лад получал приставку «гипер-»). Так фригийский (тогда) тетрахорд имел следующее строение:
| тон-полутон-тон |

Дублированием фригийского тетрахорда с прибавлением соединительного тона в конце получался гиперфригийский, ныне эолийский, лад:
| тон-полутон-тон-тон-полутон-тон+тон |

Однако, эолийский лад мог быть получен и с помощью дорийского тетрахорда:
| полутон-тон-тон |

Дублированием дорийского тетрахорда с прибавлением соединительного тона в начале получался гиподорийский, ныне также эолийский, лад:
| тон+полутон-тон-тон-полутон-тон-тон |

Пример эолийского лада от тоники ля: прослушатьо файле
Таким образом, эолийский лад полностью совпадает со строением современного натурального минора, то есть последний основывается на древнегреческой гиподорийской (гиперфригийской) гармонии.
Более того, при анализе восходящих звукорядов мелодических минора и мажора (то есть с повышенными и пониженными VI и VII ст. соответственно) выясняется, что они представляют собой смешение эолийского лада с ионийским и наоборот:

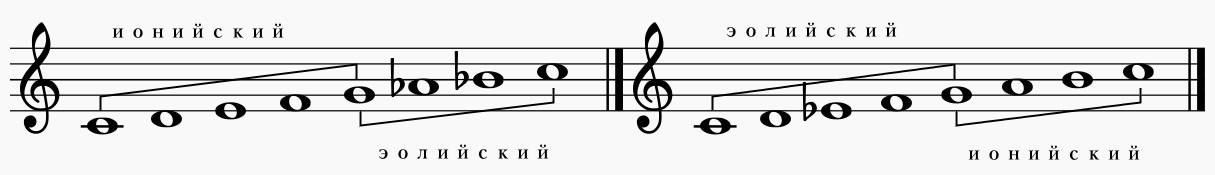
Строение мелодического мажора (слева) и минора (справа), то есть ионийско-эолийского и эолийско-ионийского ладов соответственно.

### Этическое значение
Древние греки были очень чувствительны к музыкальному ладу: каждый лад они переживали с определённым этико-эстетическим содержанием. Так, Аристотель делит лады на этические, практические и энтузиастические. Практическими он называет те, которые возбуждают и укрепляют человеческую волю и стремление к действию. Таков, по мнению Аристотеля, и гиподорийский лад.
Каждое племя выступало со своей национальной музыкой, и каждое племя имело свой излюбленный музыкальный лад. Три лада — ныне дорийский, ионийский и эолийский — были тут наиболее известными и ярко выраженными. То, что тогда называлось эолийским ладом, было глубоким, любовным, песенным. Как считал Гераклид Понтийский, характер эолян содержит гордость, напыщенность, ещё некоторую нежность, что согласуется с их коневодством и гостеприимством. По мнению учёного, лад этот не деятельный, но поднятый и бодрый, поэтому им [эолянам] и свойственны любовь к вину, любовные дела и всякая распущенность образа жизни.
В стихах Ласа Гермионского в честь Деметры эолийская гамма охарактеризована как тяжкошумящая. Со слов Пратина, эолийская песенная гамма действительно подходит (или подходила тогда) всем порывистым людям. Именно этот изначальный эолийский лад стал постепенно сближаться с дорийским. Так возник гиподорийский лад, заимствующий силу и важность у чисто дорийского лада, но отличающийся от него более мягким и дружественным характером; его пришлось совсем сблизить с эолийским.
Некоторые греческие философы считали гиподорийский лад первоначальной принадлежностью эолян, хотя, в сущности, разница между гиподорийским и эолийским ладами никогда не потухала. Например, тот же Аристотель константирует его как давнишнюю (то есть неновую) и всем известную вещь. О гиподорийской гамме, однако отличая её от эолийской, он отзывался как имеющей величественный и устойчивый характер, а сам гиподорийский лад назвал «подражательным» и негодным для трагических ладов ввиду его немелодичности. Гераклид же, напротив, считал, что в силу своего характера эолийцы всегда придерживались только гиподорийской гаммы.
Апулей определил эолийский лад «простым», а Кассиодор вовсе посчитал его успокивающим душевные бури и даже доставляющим сон после умиротворения. Данную метаморфозу можно объяснить только неустойчивостью эолийского стиля, существовавшей с самого начала.
Эолийская гамма объединялась с кифаристикой. По мнению Пиндара, среди кифаредов эолийцы выделялись особенно. Даже после сближения (или перехода) эолийского (тогда) лада с гиподорийским, Аристотель отзывается о гиподорийской гамме, как наилучше исполнимой на кифаре среди всех остальных в силу своего характера (устойчивого и величественного), но абсолютно не подходящей для хора, так как она содержит меньше всего мелодии, максимально нужной для хора.

## К средневековью
Церковные лады представляли единую систему ладов, построенных на основе таких понятий, как амбитус, реперкусса и финалис. В рамках этой системы каждый лад назывался тоном, имел свой номер и подвид. Второй плагальный тонус (protus plagalis) стали именовать гиподорийским (по Боэцию, см. рисунок ниже):
Затем Генрих Глареан, когда создавал свою ладовую систему, опубликованную в трактате «Додекахорд» в 1547 году, назвал эолийским свой девятый автентический лад (соответствующий второму плагальному тонусу). В эолийском ладу его главнейшими основными тонами считались I, V, а также III ступени.

### Эолийский лад
Всякая ладовая система у древних греков расценивалась с точки зрения того или иного тяготения тонов, а следовательно, и с точки зрения ладового тяготения. То есть утверждать, что эолийский лад Древней Греции — есть исключительно модальный или тональный, нельзя.
Эолийский модальный лад отличается от тонального минора функциями ступеней, наличием (чаще, отсутствием) тяготений и опорой больше не на тонику, а, скорее, на заключительный тон — финалис.
В качестве примера эолийского лада в церковных песнопениях можно привести партитуру баритона из оффертория «De profundis clamavi»:
Переменный эолийский лад (II тон с I тоном) встречается в секвенции «Dies irae»:
Также в эолийском ладу от ля написан мадригал Джованни Палестрины «Chiara, si chiaro»:
В a-эолийском написан и его циклический мадригал «Vestiva i colli» (1566).
Вскоре, с развитием музыкальной истории, стало ясно, что все семь ладов не есть особенность конкретно Древней Греции и (затем) григорианских хоралов: они встречаются у многих других народов в самых разных частях света. Так, например, фригийский тетрахорд, лежащий в основе самого лада, в древнерусской системе назывался «малым», — построенный на нём лад (гиперфригийский, то есть эолийский) можно заметить в русских народных песнях «Ходила младешенька по борочку» (от ноты ля), «Про татарский полон» (от ноты соль), «Из-за лесу, да лесу темного» (от ноты ре) и других.
В индийской системе ладов (тхатов) эолийский лад назывался «асавари». В арабской системе ладов (макамов) А. Джами также присутствует эолийский лад под именованием «нава».
В эпоху господства мажора и минора (XVIII-XIX вв.) «старая» модальность оказалась почти полностью вытеснена тональными структурами.

## Современность

### Эпоха романтизма
От эпохи романтизма XIX века начинается процесс возрождения модальности и её постепенной эмансипации от тональности (Шопен, Глинка, Римский-Корсаков, Мусоргский, Григ и некоторые другие композиторы). Естественно, что в эту эпоху модальные лады поначалу ответвляются от мажора и минора — тональных ладов, либо как лады производные, либо на основе смешения ладов или своего рода «альтерации» (хроматического изменения звуков) отдельных аккордов.
Смешанный эолийский лад можно найти, например, в Багатели № 1 из op. 6 Б. Бартока:
Но отпочковавшись от тонально-функциональной системы мажора и минора, новая модальность быстро развивается в сторону максимально возможного удаления от неё и предельного выявления модальной специфики (Стравинский, Барток, Мессиан и др.).

### Эолийский лад в XX веке
Мощный стимул к развитию модальности в XX в. был дан нарастающими волнами интереса к народной музыке, вплоть до тенденции к цитатно-точному воспроизведению её характерных особенностей.
Примеры использования модального эолийского лада можно найти, в части 5 («Маленький пастух») сюиты «Детский уголок» и Прелюдии № 6 «Шаги на снегу» (1910) К. Дебюсси, в фуге C-dur № 1 из сочинения «24 прелюдии и фуги» Д. Д. Шостаковича, в заключительной части «Хорал речной воды» из вокального цикла «В стране осок и незабудок» Н. Н. Сидельникова и др.